# Santa Gala (título cardinalício)
Santa Gala (em latim: Sancti Gallæ) é um título cardinalício que foi instituído em 14 de fevereiro de 2015 pelo Papa Francisco. A igreja titular deste título é Santa Galla, no quartiere Ostiense.

## Titulares protetores
- Daniel Sturla Berhouet (desde 2015)